# 1949 no desporto

## Eventos
- O Fluminense ganha a Taça Olímpica (o único clube de futebol do mundo que a ganhou)

## Nascimentos
| Data            | Nome               | Profissão                      | Nacionalidade                     | Observações | Ref    |
| --------------- | ------------------ | ------------------------------ | --------------------------------- | ----------- | ------ |
| 5 de janeiro    | Erich Buck         | patinador artístico            | Alemanha                          |             |        |
| 10 de janeiro   | George Foreman     | pugilista                      | Estados Unidos                    | m. 2025     | [ 1 ]  |
| 13 de janeiro   | Fausto Bertoglio   | ciclista                       | Itália                            |             |        |
| 13 de janeiro   | James Millns       | patinador artístico            | Estados Unidos                    |             |        |
| 17 de janeiro   | Patrick Péra       | patinador artístico            | França                            |             |        |
| 1 de fevereiro  | Franco Causio      | futebolista                    | Itália                            |             |        |
| 8 de fevereiro  | Scott Allen        | patinador artístico            | Estados Unidos                    |             |        |
| 21 de fevereiro | Ronnie Hellström   | futebolista                    | Suécia                            | m. 2022     |        |
| 22 de fevereiro | Niki Lauda         | piloto de Fórmula 1            | Áustria                           | m. 2019     | [ 2 ]  |
| 25 de fevereiro | Ric Flair          | wrestler                       | Estados Unidos                    |             |        |
| 8 de março      | Karel Lismont      | atleta, maratonista            | Bélgica                           |             |        |
| 16 de março     | Glyn Watts         | patinador artístico            | Reino Unido                       |             |        |
| 18 de março     | Hannu Siitonen     | atleta, lançador de dardo      | Finlândia                         |             |        |
| 22 de março     | John Toshack       | jogador e treinador de futebol | País de Gales                     |             |        |
| 24 de março     | Ruud Krol          | jogador e treinador de futebol | Países Baixos                     |             |        |
| 13 de abril     | Ricardo Zunino     | piloto de Fórmula 1            | Argentina                         |             |        |
| 19 de abril     | Sergei Volkov      | patinador artístico            | Rússia (atual) · União Soviética  | m. 1990     |        |
| 20 de abril     | Toller Cranston    | patinador artístico            | Canadá                            | m. 2015     | [ 3 ]  |
| 3 de maio       | Leopoldo Luque     | futebolista                    | Argentina                         | m. 2021     | [ 4 ]  |
| 18 de maio      | Zé Maria           | futebolista                    | Brasil                            |             |        |
| 18 de maio      | Hugo Sotil         | futebolista                    | Peru                              | m. 2024     | [ 5 ]  |
| 11 de junho     | Tom Pryce          | piloto de automobilismo        | País de Gales                     | m. 1977     | [ 6 ]  |
| 16 de junho     | Paulo Cézar Caju   | futebolista                    | Brasil                            |             |        |
| 21 de junho     | Luís Pereira       | futebolista                    | Brasil                            |             |        |
| 25 de junho     | Patrick Tambay     | piloto de automobilismo        | França                            | m. 2022     | [ 7 ]  |
| 26 de junho     | Margot Glockshuber | patinadora artística           | Alemanha Ocidental                |             |        |
| 11 de julho     | Emerson Leão       | futebolista e técnico          | Brasil                            |             |        |
| 21 de julho     | Lyudmila Smirnova  | patinadora artística           | Rússia (atual) · União Soviética  |             |        |
| 22 de julho     | Lasse Virén        | atleta, fundista               | Finlândia                         |             |        |
| 5 de agosto     | Helga Seidler      | atleta, velocista              | Alemanha Oriental                 |             |        |
| 14 de agosto    | Morten Olsen       | jogador e treinador de futebol | Dinamarca                         |             |        |
| 28 de agosto    | Conny Torstensson  | futebolista                    | Suécia                            |             |        |
| 9 de setembro   | John Curry         | patinador artístico            | Reino Unido                       | m. 1994     | [ 8 ]  |
| 12 de setembro  | Irina Rodnina      | patinadora artística           | Rússia (atual) · União Soviética  |             |        |
| 18 de setembro  | Peter Shilton      | futebolista                    | Inglaterra                        |             |        |
| 20 de setembro  | Carlos Babington   | futebolista                    | Argentina                         |             |        |
| 23 de setembro  | Quini              | futebolista                    | Espanha                           | m. 2018     | [ 9 ]  |
| 26 de setembro  | Hana Mašková       | patinadora artística           | Chéquia (atual) · Tchecoslováquia | m. 1972     | [ 10 ] |
| 13 de outubro   | Patrick Nève       | piloto de automobilismo        | Bélgica                           | m. 2017     | [ 11 ] |
| 20 de outubro   | Valeriy Borzov     | atleta, velocista              | Ucrânia (atual) · União Soviética |             |        |
| 21 de outubro   | László Nagy        | futebolista e treinador        | Hungria                           |             |        |
| 17 de novembro  | Michael Wenden     | nadador                        | Austrália                         |             |        |
| 20 de novembro  | Tamagnini Nené     | futebolista                    | Portugal                          |             |        |
| 3 de dezembro   | John Akii-Bua      | atleta, barreirista            | Uganda                            | m. 1997     | [ 12 ] |
| 14 de dezembro  | Bill Buckner       | beisebolista                   | Estados Unidos                    | m. 2019     | [ 13 ] |

## Mortes
| Data        | Nome           | Profissão           | Nacionalidade | Observações | Ref |
| ----------- | -------------- | ------------------- | ------------- | ----------- | --- |
| 19 de abril | Ulrich Salchow | patinador artístico | Suécia        | n. 1877     |     |